# Augusta (Arkansas)
Pour les articles homonymes, voir Augusta.
La ville d’Augusta est le siège du comté de Woodruff, dans l’Arkansas, aux États-Unis. Sa population s’élevait à 2 199 habitants lors du recensement de 2010, estimée à 1 986 habitants en 2017.

## Démographie
| Groupe          | Augusta | Arkansas | États-Unis |
| --------------- | ------- | -------- | ---------- |
| Blancs          | 50,2    | 77,0     | 72,4       |
| Afro-Américains | 46,7    | 15,4     | 12,6       |
| Métis           | 1,6     | 2,0      | 2,9        |
| Autres          | 1,1     | 3,4      | 6,2        |
| Amérindiens     | 0,3     | 0,8      | 0,9        |
| Asiatiques      | 0,1     | 1,2      | 4,8        |
| Océaniens       | 0,1     | 0,2      | 0,2        |
| Total           | 100,0   | 100,0    | 100,0      |
|                 |         |          |            |
| Hispaniques     | 1,6     | 6,4      | 16,7       |

Selon l'American Community Survey, pour la période 2011-2015, 99,73 % de la population âgée de plus de 5 ans déclare parler l'anglais à la maison et 0,27 % le français.
| 1880 | 1890 | 1900  | 1910  | 1920  | 1930  | 1940  | 1950  |
| ---- | ---- | ----- | ----- | ----- | ----- | ----- | ----- |
| 702  | 519  | 1 040 | 1 520 | 1 731 | 2 243 | 2 235 | 2 317 |

| 1960  | 1970  | 1980  | 1990  | 2000  | 2010  | - | - |
| ----- | ----- | ----- | ----- | ----- | ----- | - | - |
| 2 272 | 2 777 | 3 496 | 2 759 | 2 665 | 2 199 | - | - |

## Source
- (en) Cet article est partiellement ou en totalité issu de l’article de Wikipédia en anglais intitulé « Augusta, Arkansas » (voir la liste des auteurs).

1. ↑  (en) « Augusta, AR Population - Census 2010 and 2000 », sur censusviewer.com.
2. ↑  (en) « Population of Arkansas - Census 2010 and 2000 », sur censusviewer.com.
3. ↑  (en) « Language spoken at home by ability to speak English for the population 5 years and over », sur factfinder.census.gov (consulté le 20 mars 2017).
4. ↑  « Statistiques des États-Unis - Arizona - Profils des comtés de 2010 » (consulté en novembre 2020)